# Rijksgrens van Nederland

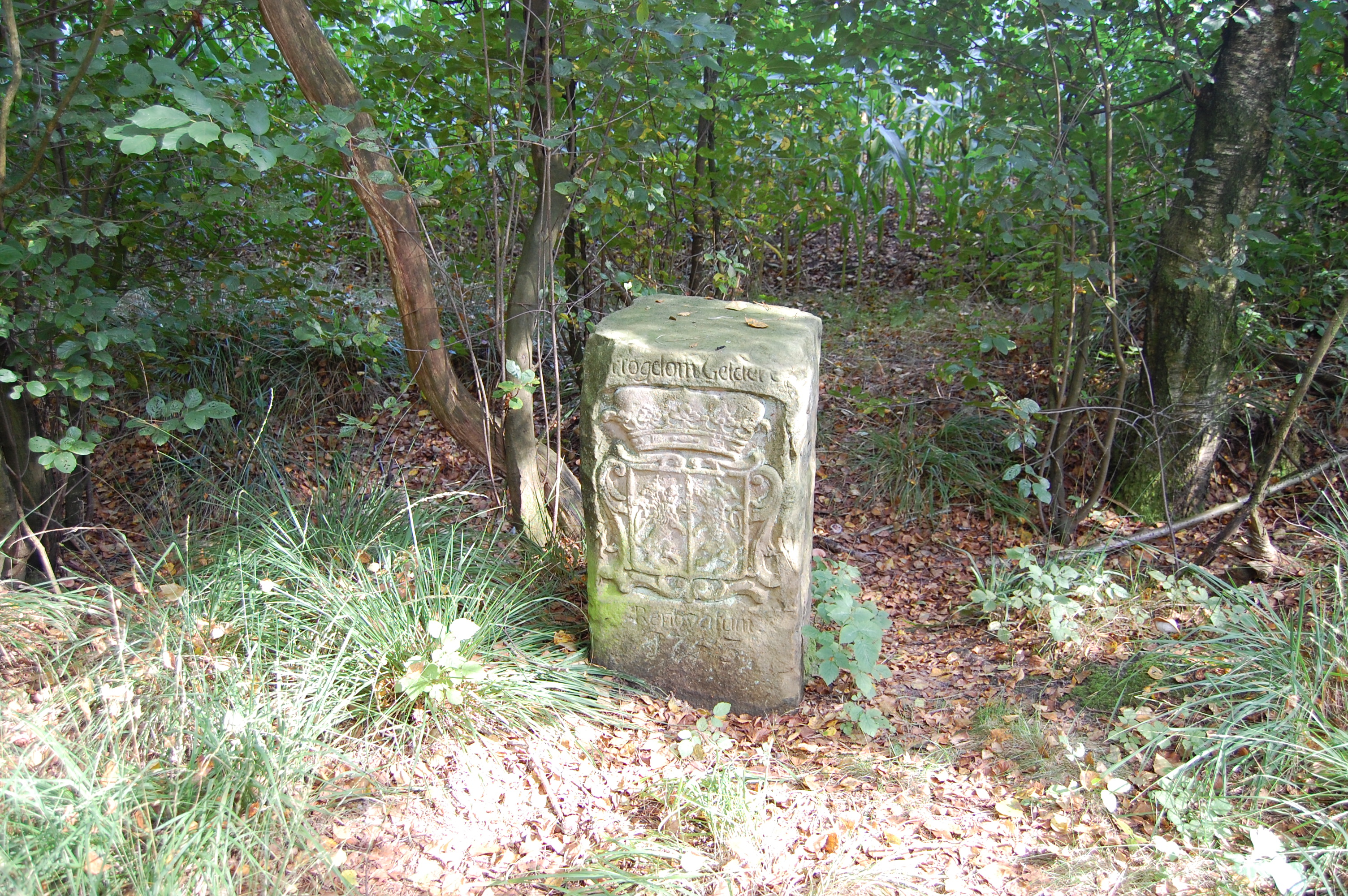
Grenspaal Nederland-Duitsland (oude grens Gelder-Munster)

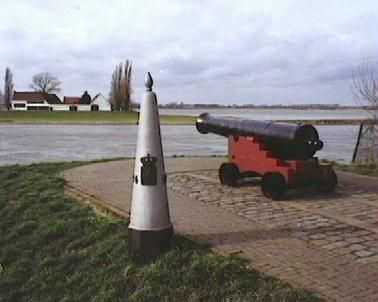
Grenspaal 124 tussen de gemeenten Maasgouw (NL) en Kinrooi (B) bij Stevensweert, gezien vanaf de Nederlandse kant.

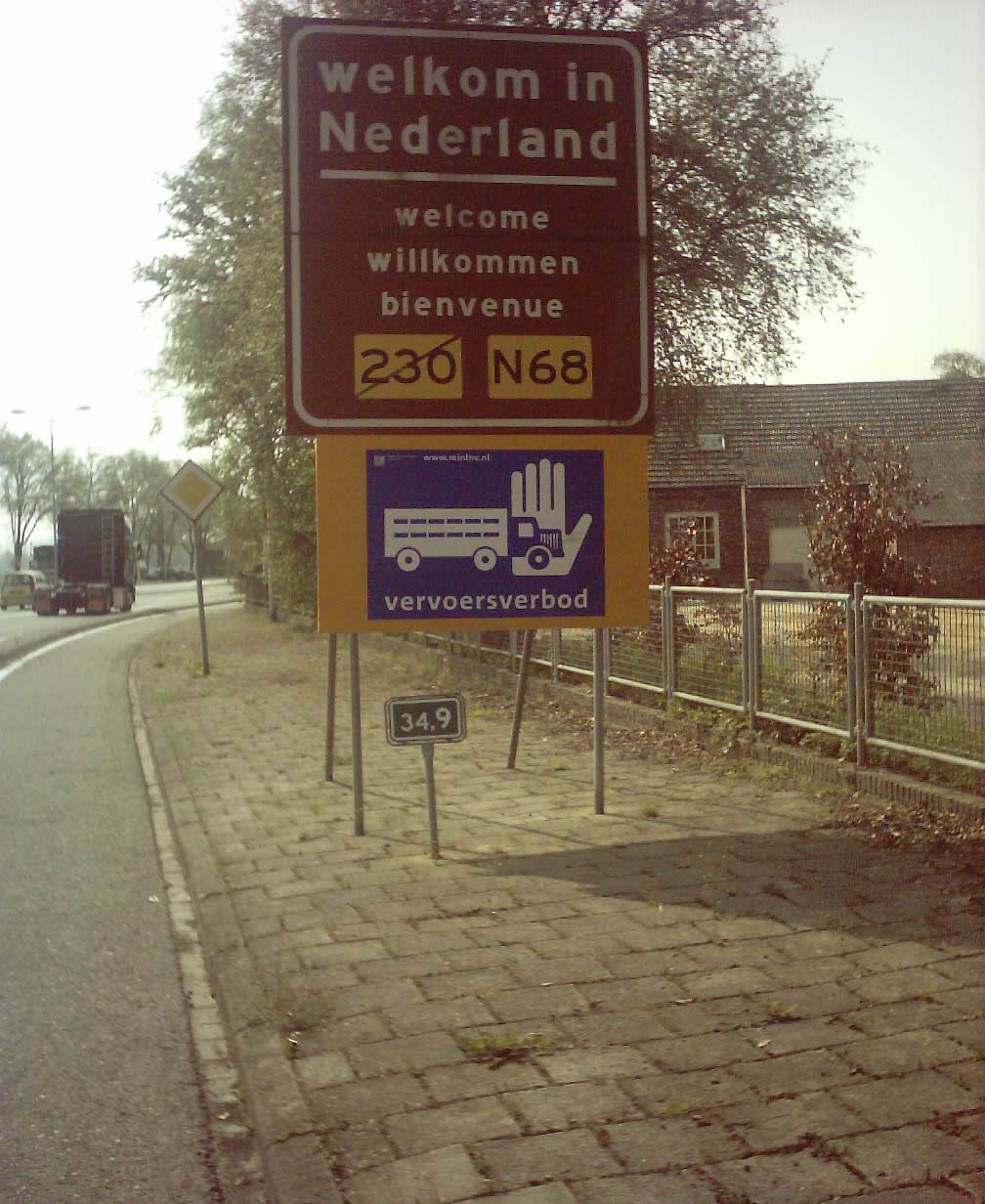
'Welkom in Nederland' aan de grens

De rijksgrens van Nederland is de grens tussen het Koninkrijk der Nederlanden en zijn buurlanden. Het Koninkrijk der Nederlanden grenst aan België en Duitsland (voor Nederland) en aan Frankrijk (op het eiland Sint Maarten).
De grenzen van het koninkrijk worden op twee plekken betwist. Met Duitsland bestaat een geschil over het precieze verloop van de grens in de Eems en met Frankrijk is er een geschil over het precieze verloop van de grens op Sint Maarten: deze is nog nooit afgebakend. Onderhandelingen over het verloop van de grens met Frankrijk moeten nog beginnen.
Het koninkrijk heeft bij Limburg historische landsgrenzen met Neutraal Moresnet (1816-1920), bij Suriname met het Verenigd Koninkrijk (1815-1966) en Guyana (1966-1975), Portugal (1815-1822) en Brazilië (1822-1975), en Frankrijk (1815-1975), bij Nederlands-Indië en Nederlands-Nieuw-Guinea met Duitsland (1884-1914), het Verenigd Koninkrijk (1884-1906) en Australië (1906-1962) en bij de Nederlandse Goudkust met Ashanti (1815-1872).

## Grens met België
Nadat België zich in 1830 onafhankelijk had verklaard, heeft het een lange tijd geduurd voordat de scheiding officieel is vastgelegd. Op 19 april 1839 werd in Londen het Scheidingstraktaat getekend. Op 8 augustus 1843 werd dit gevolgd door het Verdrag van Maastricht, over de markering van de grens. Een dag eerder werd de grens afgebakend tussen België en het groothertogdom Luxemburg, dat toen in een personele unie verbonden was met Nederland. In datzelfde jaar werd begonnen met het plaatsen van gietijzeren grenspalen, beginnend met grenspaal nummer 1 op het Drielandenpunt in Vaals en eindigend met grenspaal nummer 365 nabij Retranchement in Zeeuws-Vlaanderen, allemaal met jaartal 1843. Langs de Maas werden aan weerszijden van de rivier palen geplaatst, steeds tegenover elkaar, met hetzelfde nummer. Alleen bij Baarle-Hertog en Baarle-Nassau - waar de grenssituatie door de vele enclaves en exclaves complex is - werden géén palen geplaatst (maar ook geen nummers gereserveerd). Verder zijn er in de loop der tijd nog palen bijgeplaatst en soms verplaatst, bijvoorbeeld na inpolderingen en grenscorrecties.
Een overzicht:
- Vaals tot Maastricht nrs. 1-44 — 44 grenspalen
- Aan beide kanten van de Maas nrs. 45-48 — 8 grenspalen [Gp 48-be is in 2016 herplaatst en draagt dan ook de jaartallen 1843 en 2016. Vanwege verzakking en herinrichting is de paal medio 2018 in opslag geraakt en bevindt zich daar medio 2025 nog steeds.]
- Rond Maastricht nrs. 49-106 — 58 grenspalen
- Aan beide kanten van de Maas nrs.107–126 m.u.v. 125 Nederlandse zijde — 39 grenspalen. [Sinds 2004 staat ook gp 125-nl op haar in 1843 toegewezen plaats]
- Van Maas naar Budel nrs. 127-168 — 42 grenspalen
- 2004 (niet geplaatst in 1843) nr. 125 (Nederlandse zijde van de Maas) — 1 grenspaal [de paal draagt het jaartal 1843]
- Provincie Noord-Brabant nrs. 169-269 — 101 grenspalen
- 1974 in Baarle-Hertog/Baarle-Nassau nr. 214/215 — 1 grenspaal [Deze GP staat niet op de Rijksgrens, is ook in 1843 niet geverbaliseerd. De paal heeft voor Baarle grote historische betekenis en vermeldt dan ook 1198 als jaartal]
- 2000 aan Schelde-Rijnkanaal nr. 268A — 1 grenspaal
- Zeeuws-Vlaanderen nrs. 270-365 — 97 grenspalen (364 dubbel: 364A en 364B)
- 1869 in Willem-Leopoldpolder nrs. 366-369 — 4 grenspalen
- 1869 in Willem-Leopoldpolder nr. 364 — 1 grenspaal tussen 364A en 364B op het echte grenspunt
- 1905 in Hedwige- en Prosperpolder nrs. 269A, B en C — 3 grenspalen Grenspaal 269A is op 23 september 2022 officieel verplaatst i.v.m. de ontpoldering van de Hedwigepolder. De paal kreeg een nieuwe plaats. Verwacht wordt dat medio 2025 ook grenstussensteen 269Aa zal worden herplaatst.
- 2000 aan Tractaatweg bij Zelzate nr. 307A — 1 grenspaal

In totaal staan er dus 401 grenspalen.

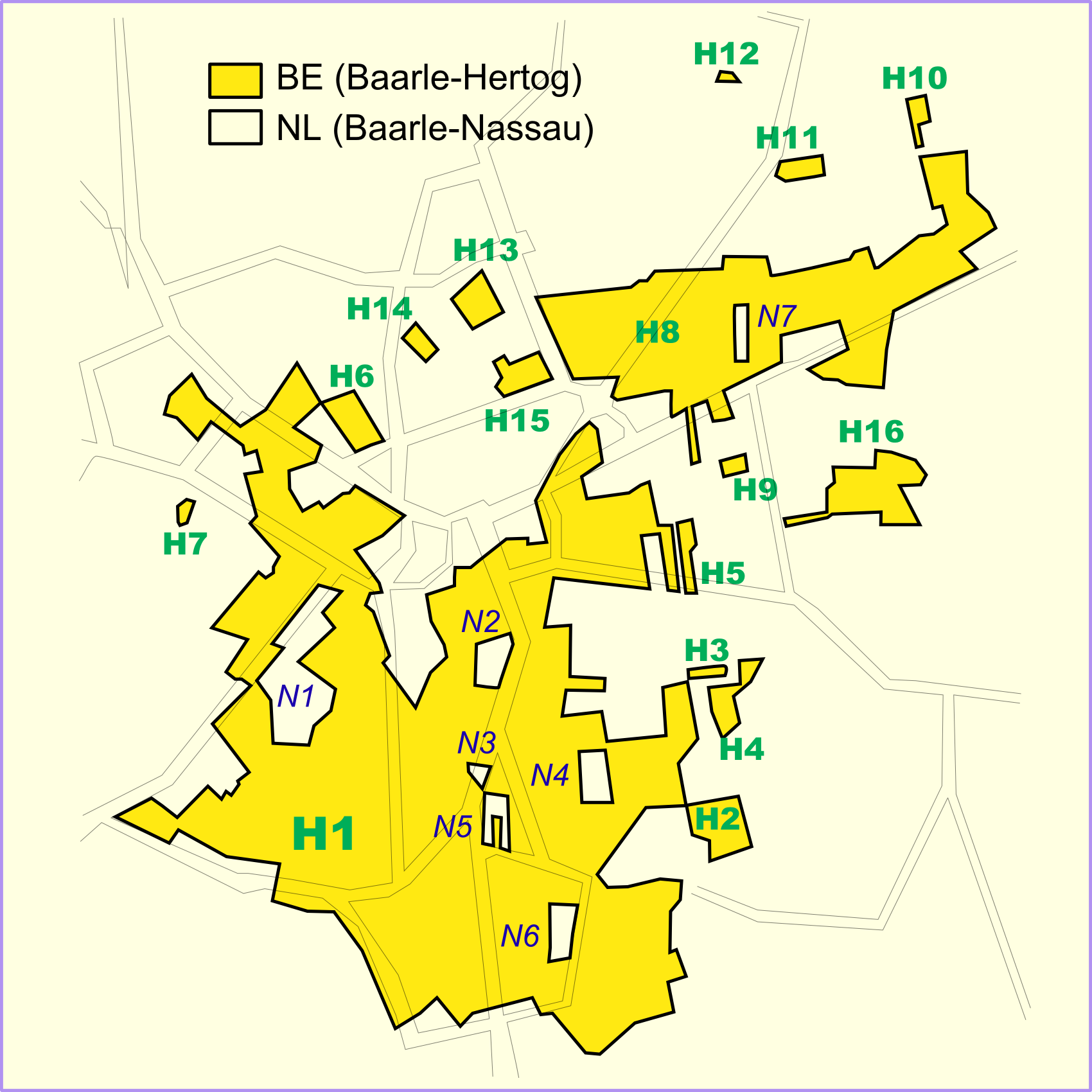
Het complexe grensverloop in Baarle

Bij het bepalen van de grens zijn er ter hoogte van Baarle-Nassau en Baarle-Hertog enkele enclaves en exclaves blijven bestaan die hun oorsprong vinden in de middeleeuwen. De grenssituatie in Baarle was zo complex, dat het dorp bij het markeren van de grens in 1843 is overgeslagen. Op 20 juni 1959 velde het Internationaal Gerechtshof een vonnis waarin een aantal betwiste percelen aan België werd toegewezen. Pas in 1995 zijn de grenzen in Baarle officieel vastgelegd.
Op 23 juni 1999 wijzigde de Belgisch-Nederlandse grens na de inwerkingtreding van de Overeenkomst tussen het Koninkrijk België en het Koninkrijk der Nederlanden tot wijziging van de grens in het kanaal van Terneuzen naar Gent die op 6 januari 1993 in Brussel werd ondertekend. Door deze overeenkomst werden een aantal percelen grond geruild, die voordien door het kanaal van de rest van het Belgisch respectievelijk Nederlands grondgebied waren gescheiden.
Op 1 januari 2018 werd de grens nogmaals gewijzigd door het rechttrekken van de Maas tussen Wezet en Eijsden. Dit gebeurde omdat de loop van de Maas, en daarmee de talweg waarop de grens was gebaseerd, sinds 1843 was veranderd en gebieden niet meer bereikbaar waren zonder elkaars grens te moeten passeren. Binnen de Eijsder Beemden worden de gebieden l'Illal (Presqu'île de l'Ilal en Presqu'île d'Eijsden) (voormalig Belgisch) geruild tegen La Frayère du Petit Gravier (voormalig Nederlands). De onderhandelingen hierover begonnen serieus in 2011. Daarvóór wilde Wallonië er niet aan beginnen, al werd er wel over gesproken. In maart 2013 kwamen de directbetrokkenen, de gemeenten en de provincies tot een akkoord. In het oorspronkelijke akkoord zou ook de Belgische dam (iets stroomopwaarts) bij Nederland getrokken worden, in ruil voor een grotere inbreng in de modernisering van een sluis.
Nederland grenst voornamelijk aan het Vlaams Gewest, meer bepaald (van west naar oost) aan de provincies West-Vlaanderen, Oost-Vlaanderen, Antwerpen en Limburg. Verder grenst het ook aan de Waalse provincie Luik, en aan de Vlaamse faciliteitengemeente Voeren. Aan het Drielandenpunt raakt Nederland de Duitstalige Gemeenschap van België, met name de gemeente Kelmis, tot 1919 Neutraal Moresnet, waardoor er tot die datum sprake was van een vierlandenpunt. Ter plaatste herinnert enkel de Vierlandenweg hier nog aan.

### Grenscontroles

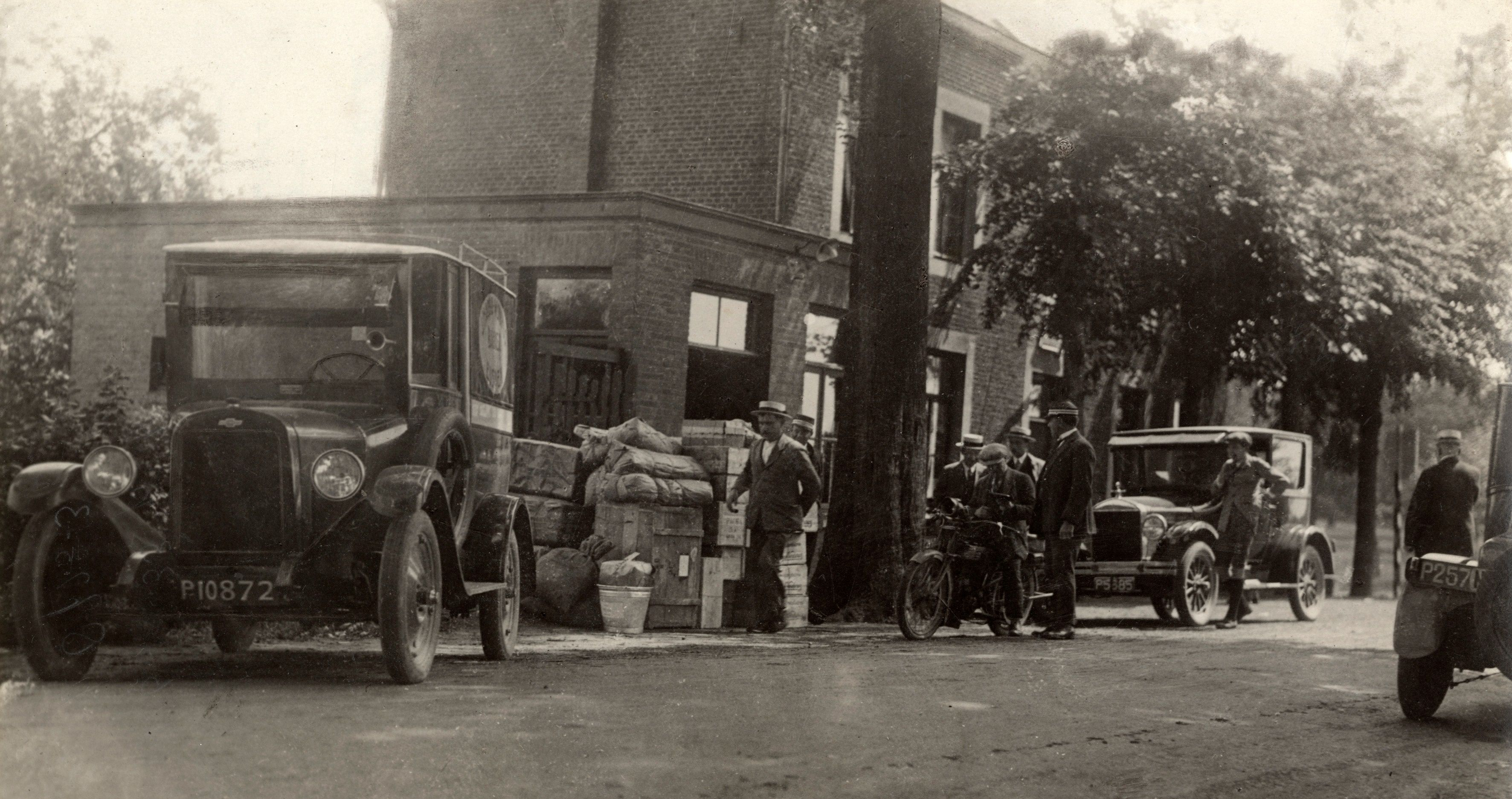
Grenscontrole in 1926

Tot in de jaren 1960 vonden er grenscontroles plaats op de grens tussen België en Nederland.

## Grens met Duitsland
Het Koninkrijk der Nederlanden heeft een grens met Duitsland in Europa en had tussen 1884 en 1914 een grens met Duitsland op het eiland Nieuw-Guinea in Oceanië. 

### Europa

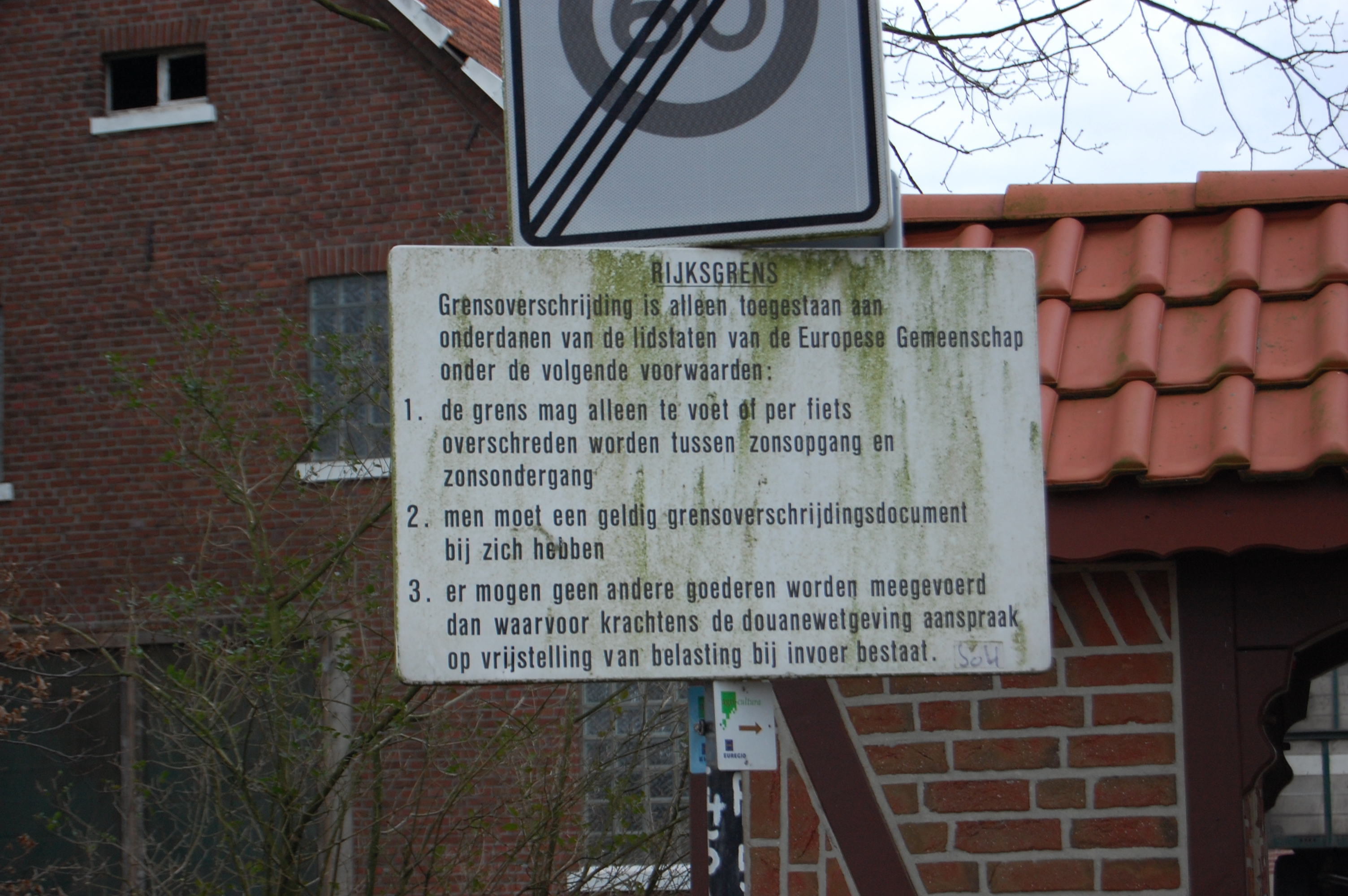
Bordje bij de rijksgrens Nederland-Duitsland

De grens met Duitsland bestaat al langer dan Duitsland zelf. De grensstenen tussen Nederland en de huidige deelstaat Noordrijn-Westfalen markeren de grens met het voormalige Pruisen. Een aantal Pruisische gebieden werd tijdens het Congres van Wenen in 1815 aan Nederland toegewezen. Daarbij gaat het om Zevenaar, Duiven en Wehl in de streek de Liemers en in de Over-Betuwe Huissen met haar buurtschap Malburgen. Verder het latere Arnhemse industrieterrein de Kleefse Waard, in de buurt van Millingen aan de Rijn de plaatsen Leuth en Kekerdom en aan de andere kant van de Waal bij Gendt de buurtschap Hulhuizen. Deze gebieden werden op 1 juni 1816 bij Nederland gevoegd, de plaatsen Lobith en Spijk volgden enige maanden later omdat zij tijdens de onderhandelingen met Pruisen waren vergeten. Nederland heeft voor het verkrijgen van deze gebieden ook grondgebied aan Pruisen moeten afstaan. Vanuit Emmerik werd de grens opgeschoven in de richting van 's Heerenberg tot aan de beek De Wild. Ook Schenkenschanz met zijn voormalige fort werd aan Pruisen afgestaan.
Tussen Nederland en de huidige deelstaat Nedersaksen markeren grensstenen de grens tussen Nederland en het voormalige koninkrijk Hannover. Na het Congres van Wenen vond een grensafbakening plaats tussen de nieuwe provincie Limburg en Pruisen. Deze werd bepaald door middel van een kanon. Dit was om te voorkomen dat vanaf Pruisen schepen op de Maas geraakt konden worden. Deze grens heet nu in Duitsland nog de "Kanonenschutzlinie". Een bijzonder geval was de Neutraleweg nabij Gennep, die jarenlang een condominium van Nederland en Duitsland was.
Na de Tweede Wereldoorlog vonden er grenswijzigingen met Duitsland plaats toen Nederland op 23 april 1949 een aantal Duitse plaatsen annexeerde. Op 1 augustus 1963 werd veruit het grootste deel van die annexatie ongedaan gemaakt met uitzondering van 125 hectare (ruim 1 vierkante kilometer) grondgebied met daarop de Duivelsberg dat bij de Duitse plaats Wyler heeft gehoord.
Op 20 februari 1969 legde het Internationaal Gerechtshof de grens vast tussen het continentaal plateau van Nederland en Duitsland in de Noordzee.

Nederlands-Duits grensgeschil

Nederland verschilt met Duitsland van mening over de loop van de zeegrens door de Eems vanaf de Dollard. Volgens de Nederlandse opvatting loopt die grens vanaf Nieuwe Statenzijl recht naar de Eems om daar het midden van de stroom te volgen. De grens snijdt hierbij de Geisedam, een leidam van de Eems. Volgens de Duitse opvatting is het Nederlandse deel kleiner en volgt de grens in de Eems de laagwaterlijn aan de Nederlandse kant, zodat de zandbanken Paap en Hond Duits zouden zijn. Ook liggen naar Duitse opvatting kleine delen van de havenpieren van Delfzijl eigenlijk in Duitsland.
Duitsland beroept zich op een leenbrief uit 1464, waarin de graaf van Oost-Friesland van de Duitse keizer de hoogheid over zijn land verkrijgt 'von der Westeremse osterwards' (dus inbegrepen de Eems). Die hoogheid is volgens Nederland in de Franse tijd - na de inlijving van beide gebieden bij Frankrijk - vervallen. De grens zou volgens internationaal recht in het midden van de vaargeul moeten liggen.
De Bondsrepubliek is van mening dat het betwist gebied rechtmatig is verkregen en vervolgens in ongestoord langdurig bezit is gebleven. Er is derhalve geen reden tot wijziging van de situatie.
Een Eems-Dollardverdrag (1960) is nu de basis voor een aantal samenwerkingsovereenkomsten. Het verschil in opvatting heeft al een paar maal tot problemen geleid, onder andere over de verdeling van de baten van de gaswinning in dit gebied, en de regelgeving met betrekking tot de mosselvisserij in het gebied van de Paap en de Hond. Over het algemeen is er echter sprake van een gemeenschappelijk beheer. Vertegenwoordigers van Rijkswaterstaat en het Duitse equivalent regelen daarin het uitbaggeren van de vaargeul, de markering van de vaarweg en andere zaken de scheepvaart betreffende. In 1996 kwam daarbij een regeling van de natuurstatus van het gebied in het zogenaamde milieuprotocol.
Tijdens de Eerste Wereldoorlog heeft Nederland overigens afgezien van de controle over het Nederlandse deel van de Eems uit angst voor een oorlogsverklaring door Duitsland. In de oorlog heeft Duitsland de Eemsmonding van mijnen voorzien. Engeland heeft de Nederlandse regering op deze houding nooit aangesproken. Na de Tweede Wereldoorlog is de grens met Duitsland hier en daar ten gunste van Nederland aangepast (zie Grensannexaties). Nederland is daarbij vergeten het geschil rond de Eems te beslechten.
In 2012 heeft de Duitse interpretatie van het grensverloop ook betrekking op het windmolenpark Riffgat op 15 km ten noorden van Rottumeroog, dat naar de mening van Nederland voor een deel is gelegen binnen de Nederlandse Exclusief Economische Zone (die reikt tot 200 zeemijlen of plm. 370 km uit de laagwaterlijn). In 2014 werd naar aanleiding hiervan na twee jaar onderhandelen om het bedrijfsleven tegemoet te komen door beide landen besloten tot het regelen van de bevoegdheden tussen beide landen. Dit werd in 2014 officieel vastgelegd door het tekenen van het Westereemsverdrag door de ministers Koenders en Steinmeier. Dit verdrag schept geen duidelijkheid over de precieze grens; deze blijft omstreden.

### Nieuw-Guinea
Nederland maakte vanaf 1828 actief aanspraak op het eiland Nieuw-Guinea, toen in Fort Du Bus de Nederlandse vlag gehesen werd. Echte pogingen om Nieuw-Guinea te koloniseren, werden pas vanaf 1872 ondernomen. Ondertussen waren de Duitsers en Britten ook geïnteresseerd geraakt in de delen waar de Nederlanders (of ander koloniale mogendheden) nog geen gezag hadden. Daarom stelde de Nederlandse regering een grens vast in het midden van het eiland, langs de meridiaan van 141° oosterlengte.
In 1884 kwam de noordelijke helft van het oostelijke deel in Duitse handen en de zuidelijke helft onder Brits bestuur. Het Duitse noordoostelijke deel van Nieuw-Guinea werd Keizer Wilhelmsland genoemd. Tijdens de Eerste Wereldoorlog, in 1914, bezette Australië Keizer Wilhelmsland. Daarmee kwam een eind aan de Nederlands-Duitse grens op Nieuw-Guinea. Hoewel de grens tegenwoordig voor spanningen tussen Indonesië en Papoea-Nieuw-Guinea zorgt, was er op Nieuw-Guinea geen sprake van grenstwisten tussen Nederland en Duitsland.

## Grens met Frankrijk
Het Koninkrijk der Nederlanden heeft een grens met Frankrijk op het eiland Sint Maarten, had tussen 1815 en 1975 - voor de Surinaamse onafhankelijkheid - een grens met Frankrijk in Zuid-Amerika en had tussen 1815 en 1830/39 - voor de Belgische onafhankelijkheid - een grens met Frankrijk in Europa.

### Sint Maarten

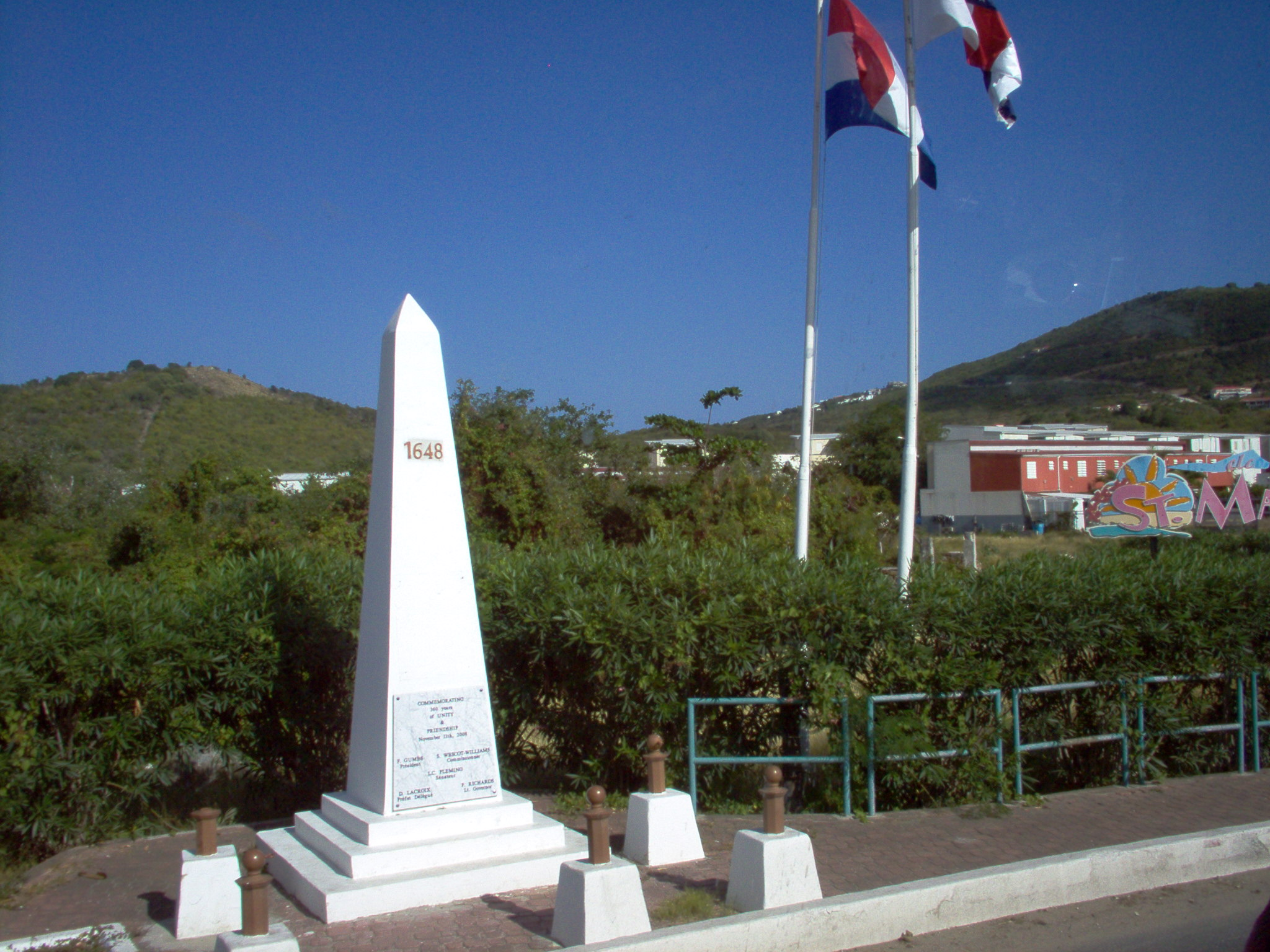
Nederlands-Frans grensmonument op het eiland Sint Maarten

Hoewel Nederland in Europa alleen aan België en Duitsland grenst, ligt het Koninkrijk der Nederlanden ook nog eens aan de Franse grens. Deze grens loopt over het eiland Sint Maarten, een van de drie Bovenwindse Eilanden (SSS-eilanden). In 1648 kwamen Frankrijk en de Nederlandse Republiek overeen om Sint Maarten in een Frans en Nederlands deel te verdelen, dat vastgelegd werd in het Verdrag van Concordia. In dit verdrag werd bepaald dat het zuidelijke deel van het eiland bij Nederland hoort en het noordelijke deel bij Frankrijk. In het verdrag werden afspraken gemaakt over een economische zone, wederzijdse hulp bij aanvallen en militaire aanwezigheid op het eiland. In het Verdrag van Concordia wordt er echter niet gesproken over een grens en wordt er ook geen grens vastgesteld. Wel worden (destijds) belangrijke gebieden verdeeld.
Ondanks het Verdrag van Concordia zou Sint Maarten nog enkele malen van handen wisselen. Tussen 1648 en 1816 zou het Nederlandse deel voor korte tijd nog drie keer door de Engelsen en vier keer door de Fransen bezet worden.
Na de onafhankelijkheid van België (1830/1839) verloor het Koninkrijk der Nederlanden zijn grens met Frankrijk in Europa. Nadat de betrekkingen tussen Nederland en Frankrijk in 1839 genormaliseerd werden, onderhandelden beide landen over een nieuw verdrag, de Frans-Nederlandse Conventie van 1839. Daarin zouden enkele bepalingen uit het Verdrag van Concordia opnieuw bekrachtigd worden, omdat de oorspronkelijke versies van het Verdrag van Concordia verloren waren gegaan.
De rijksgrens op Sint Maarten is een open grens, hoewel het gebied niet tot de Schengenzone behoort. Het Koninkrijk der Nederlanden en de Franse Republiek houden hun eigen grenscontroles als iemand op het eiland arriveert. Om deze grenscontroles wederzijds vertrouwelijk te maken, mag de Nederlandse douane in de Franse wateren patrouilleren en de Franse douane in de Nederlandse wateren. De desbetreffende diensten mogen echter geen actie in elkaars wateren ondernemen. Indien de Nederlandse kustwacht iets in Franse wateren rond Saint-Martin waarneemt, dient zij de Franse autoriteiten te waarschuwen en andersom.
Om inkomende personen via het luchtverkeer te kunnen controleren, hebben het Koninkrijk der Nederlanden en de Franse Republiek in 1994 het verdrag over grenscontroles op de luchthavens van Sint Maarten gesloten. Dit verdrag trad pas in 2007 in werking, omdat de Nederlandse Staten-Generaal eerst een duidelijk standpunt van de Staten van de Nederlandse Antillen verwachtte.
In 2016 werd het Verdrag tussen de regering van het Koninkrijk der Nederlanden en de regering van de Franse Republiek inzake de maritieme afbakening in het Caribisch gebied gesloten, dat de Nederlands-Franse zeegrenzen rond Sint Maarten, Saba en Sint Eustatius regelt.
In 2023 werd, 207 jaar na het verdrag van 1816, de landsgrens vastgelegd ondubbelzinnig vastgelegd in het Verdrag tussen de regering van het Koninkrijk der Nederlanden en de regering van de Franse Republiek inzake de grensafbakening tussen het Koninkrijk der Nederlanden (Sint Maarten) en de Franse Republiek (Saint-Martin), dat nu ook de landsgrens finaal afbakent. Dit verdrag kwam er na een dispuut over de grens rond het dorpje Oyster Pond  dat in 2016 voor ruzie tussen Nederland en Frankrijk zorgde. Dit verdrag moet echter nog in werking treden.

### Suriname
Voordat Suriname onafhankelijk werd (in 1975) grensde het Koninkrijk der Nederlanden ook via Frans-Guyana aan Frankrijk. Hoewel grote delen van de grens niet langer betwist worden, is deze grens ook nog altijd onderwerp van discussie, waarbij het inmiddels onafhankelijke Suriname de oude Nederlandse aanspraken heeft overgenomen.

### Europa
De grens met Frankrijk werd vastgelegd in het Grensverdrag tussen het Koninkrijk der Nederlanden en het Koninkrijk Frankrijk, met bijgevoegde processen-verbaal, ondertekend te Kortrijk op 28 maart 1820, en in het Protocol van de grenzencommissie, ondertekend te Reims op 25 oktober 1825. Het Koninkrijk der Nederlanden verloor haar grens in Europa met Frankrijk vanwege de Belgische onafhankelijkheid in 1830/39.
België en Frankrijk zouden het bestaande verdrag tussen Nederland en Frankrijk later bevestigen in de Verklaring tussen België en Frankrijk, ondertekend te Parijs op 15 januari 1886, om zo de uitvoering te verzekeren van het Grensverdrag.

## Grens met het Verenigd Koninkrijk
Het Koninkrijk der Nederlanden heeft drie verschillende landsgrenzen met het Verenigd Koninkrijk gehad. Brits-Guiana grensde tussen 1815 en 1954  aan de Nederlandse kolonie Suriname en tussen 1954 en 1966 aan het gelijknamige Nederlandse autonome land. Tussen 1884 en 1906 deelden Brits-Nieuw-Guinea en Nederlands-Indië een grens op het eiland Nieuw-Guinea en vanaf 1888 tot 1949 met het Britse protectoraat op Borneo.
Naast deze grenzen tussen het Koninkrijk der Nederlanden en het Verenigd Koninkrijk had Engeland tussen 1585 en 1616 ook een landsgrens met de Nederlandse Republiek, toen Vlissingen met Fort Rammekens, en Brielle Engels bezit waren.

### Suriname
In 1799 bakenden de Britten eenzijdig de grens tussen Suriname en Brits Guiana af. De Nederlandse kolonie Suriname was destijds in Britse handen na de Brieven van Kew van 1795 waarin Prins Willem V van Oranje-Nassau de Britten had gevraagd om alle Nederlandse koloniën in bescherming te nemen tegen de Franse bezetting van Nederland. Er werd bepaald dat de linkeroever van de Corantijn de grens zou zijn, waarbij de rivier dus in zijn geheel in Suriname zou liggen.
Vanaf 1840 ontstaat er echter een grensconflict over het Tigri-gebied, waarbij Nederland de Boven-Corantijn als bron van de Corantijn (en dus als grens) ziet, terwijl het Verenigd Koninkrijk de Coeroenie als bron van de Corantijn (en dus als grens) zien. Aan de grens met Brits Guyana kwam een eind toen het in 1966 onafhankelijk werd.

#### Grens met Guyana
In 1966 werd Brits Guiana onafhankelijk als Guyana. Guyana nam daarbij de Britse aanspraken op het Tigri-gebied over. In 1969 liep het conflict over het Tigri-gebied tussen Nederland en Guyana hoog op. Sindsdien wordt het Tigri-gebied door Guyana bestuurd. Aan de Nederlandse grens met Guyana kwam in 1975 een eind toen Suriname onafhankelijk werd. Suriname nam daarbij de aanspraak op het Tigri-gebied van Nederland over.

### Nieuw-Guinea
Nederland maakte vanaf 1828 actief aanspraak op het eiland Nieuw-Guinea, toen in Fort Du Bus de Nederlandse vlag gehesen werd. Echte pogingen om Nieuw-Guinea te koloniseren, werden pas vanaf 1872 ondernomen. Ondertussen waren de Duitsers en Britten ook geïnteresseerd geraakt in de delen waar de Nederlanders (of ander koloniale mogendheden) nog geen gezag hadden. Daarom stelde de Nederlandse regering een grens vast in het midden van het eiland. In 1884 kwam de noordelijke helft van het oostelijke deel in Duitse handen en de zuidelijke helft onder Brits bestuur. In 1906 werd Brits Nieuw-Guinea overgedragen aan Australië, waarmee een eind kwam aan de Nederlands-Britse grens op Nieuw-Guinea.

#### Grens met Australië
Australië veranderde Brits-Nieuw-Guinea van naam en noemde het Territorium Papoea. Tijdens de Eerste Wereldoorlog bezette Australië het noordelijke Keizer Wilhelmsland, waardoor de hele grens een Nederlands-Australische aangelegenheid werd. In 1949 werden het territorium Papoea en voormalig Keizer Wilhelmsland verenigd onder de naam Territorium Papoea en Nieuw-Guinea, zodat er sprake was van één grens op Nieuw-Guinea. Aan de Nederlands-Australische grens kwam uiteindelijk een eind in 1962, toen Nederland het gezag over Nederlands-Nieuw-Guinea overdroeg aan het Tijdelijke Bestuur van de Verenigde Naties.

## Grens met Brazilië
Tussen 1815 en 1822 had het Koninkrijk der Nederlanden een grens met het Verenigd Koninkrijk van Portugal, Brazilië en de Algarve. Nadat Brazilië in 1822 als zelfstandig land verder ging, bleef de exacte locatie van de grens nog lang onduidelijk. Pas in 1906 werd het Verdrag tussen het Koninkrijk der Nederlanden en de Verenigde Staten van Brazilië inzake het vaststellen van de grens tussen Brazilië en de kolonie Suriname gesloten. In dit verdrag werd bepaald dat de grens zou lopen van Frans Guyana tot aan Brits Guyana en gevormd zou worden "door de lijn der waterscheiding tusschen het stroomgebied der Amazone, in het Zuiden, en de bekkens der waterstroomen, die zich noordwaarts in den Atlantischen Oceaan uitstorten". Aan de Nederlands-Braziliaanse grens kwam een eind in 1975 toen Suriname onafhankelijk werd.

## Grens met Portugal
Vanaf 1799 tot 1949 had Nederland (toen nog de Bataafse Republiek) een grens met het koninkrijk Portugal op het eiland Timor. De grens tussen het Nederlandse en Portugese deel van het eiland werd in 1859 bepaald met een grensverdrag, gevolgd door een tweede verdrag in 1893, maar de grens werd pas in 1914 definitief vastgelegd.

## Grens met Ashanti
Het Koninkrijk der Nederlanden had aan de Nederlandse Goudkust verschillende grenzen met Ashanti. De Nederlandsche Bezittingen ter Kuste van Guinea (de Nederlandse Goudkust, het huidige Ghana) hadden echter niet de opzet van een territoriale eenheid, maar vormden gezamenlijk een aantal handelsposten in Ashanti. Dankzij de Nederlandse aanwezigheid konden de Ashanti via de havens en handelsposten met andere delen van de wereld handel drijven, waarbij lange tijd vooral Afrikaanse slaven opgebracht werden en verkocht werden aan de Nederlanders, die de slaven verscheepten naar Amerika en daar met winst verkochten. Uiteindelijk zou de West-Indische Compagnie van de Republiek der Zeven Verenigde Nederlanden tussen 1500 en 1850 meer dan 500.000 slaven uit Afrika naar Amerika verschepen, 4,4% van de totale trans-Atlantische slavenhandel.
Na de afschaffing van de trans-Atlantische slavenhandel in 1814 werden de Nederlandse Bezittingen in West-Afrika een economische last voor de Nederlandse schatkist. In 1871 werd in het Verdrag van Sumatra bepaald dat de Nederlandse Bezittingen aan de Goudkust 47.000 gulden aan de Britten verkocht zouden worden in ruil voor het afzien van de Britse aanspraken op Sumatra. Uiteindelijk verlieten de Nederlanders de Goudkust in 1872. Dit had tot gevolg dat Ashanti niet meer kon handelen, omdat de Britten dat niet toestonden. Ashanti raakte vervolgens economisch verzwakt, waarna het land door de Britten in 1896 veroverd werd.

## Dubbele grenspalen

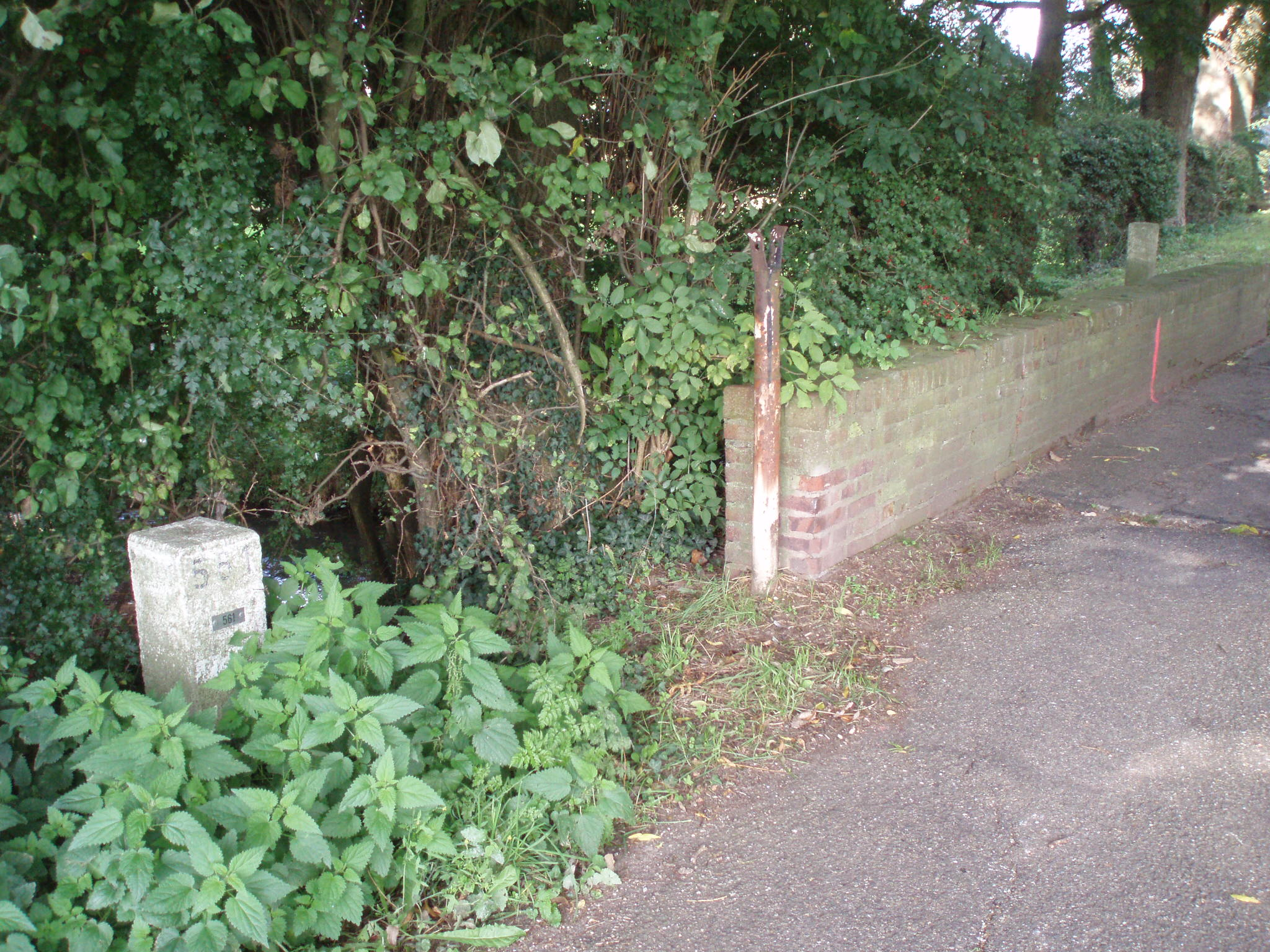
De grens tussen Nederland en Duitsland bij Hommersum wordt gevormd door het riviertje de Kendel; aan beide zijden staan grenspalen.

Op verschillende plaatsen langs de grens vormen beken, sloten en rivieren de grens. Doordat het onmogelijk is een grenspaal midden in het water op de grens te plaatsen, wordt op beide oevers een grenspaal geplaatst met hetzelfde nummer.

## Zeegrenzen
Op zee grenzen de Nederlandse Exclusieve Economische Zone en het Nederlandse continentaal plat (maar niet de Nederlandse territoriale zee) ook aan het Verenigd Koninkrijk.
In het gebied van de Bovenwindse Eilanden grenst de territoriale zee van Sint Maarten aan Frankrijk (Saint-Martin). De territoriale zee van Nederland (Saba) grenst aan die van Sint Maarten en is daarmee een landsgrens binnen het Koninkrijk terwijl bij Sint Eustatius de Nederlandse territoriale zee aan die van Saint Kitts en Nevis grenst. Doordat de kustlijnen van Saba en Sint Eustatius minder dan 15 zeemijl uit elkaar liggen overlappen de maritieme grenzen van beide openbare lichamen elkaar, daardoor ligt het zeegebied tussen de beide eilanden binnen de maritieme grenzen van Nederland. De Exclusieve Economische Zones van de landen binnen het Koninkrijk grenzen daarnaast ook aan die van de Dominicaanse Republiek, de Verenigde Staten (de Amerikaanse Maagdeneilanden) en het Verenigd Koninkrijk (Anguilla en de Britse Maagdeneilanden).
Ook in het gebied van de Benedenwindse Eilanden bestaat een landsgrens binnen het Koninkrijk: de territoriale zee van Curaçao grenst aan die van Nederland (Bonaire). Nederland, Curaçao en Aruba hebben dan weer een Exclusieve Economische Zone die grenst aan de EEZ van Venezuela en die van de Dominicaanse Republiek.

## Grensannexaties
In de periode 1949-1963 was Nederland 69 km² groter door annexatie van delen van Duitsland.
Na de Tweede Wereldoorlog eiste Nederland grensannexaties voor de geleden oorlogsschade. Daarbij zette men hoog in: men wilde het waddeneiland Borkum en de Dollard. Grafschaft Bentheim, de Duitse inkeping in Overijssel, wilde men ook. Wilde plannen gingen zelfs zover dat een stad als Keulen bij Nederland moest worden gevoegd.
Op 23 april 1949 werd de inham van Elten en omgeving door Nederland geannexeerd en het hoorde in deze periode bij de provincie Gelderland. Het Duitse Suderwick, vastgegroeid aan het Achterhoekse Dinxperlo, werd eveneens ingelijfd. De Duitse inham Selfkant bij Sittard, waar de dorpen Havert, Hillensberg, Millen, Tüddern (Tudderen) en Wehr liggen, werd ingenomen, evenals enkele gebieden ten oosten van Nijmegen bij Beek.
Tijdens de annexatie had een landdrost de leiding in deze geannexeerde gebieden.
Na het grensverdrag van 1963 is het merendeel van de gebieden op zaterdag 23 april 1963 om 12.00 uur weer aan Duitsland teruggegeven. Een voormalig Duits natuurgebied ten oosten van Nijmegen is echter Nederlands gebleven: de Duivelsberg (Wylerberg). Het gehucht Finkenrath bij Eijgelshoven keerde ontvolkt terug in Duitse handen; als gevolg van de mijnbouw onder het gehucht was het plaatsje enige jaren daarvoor onbewoonbaar verklaard, waarna de inwoners vrijwel allemaal kozen voor een nieuwe woonplaats in Duitsland.
De grensannexatie heeft ook in Selfkant sporen achtergelaten. De N274 tussen Roermond en Brunssum is in de Nederlandse periode aangelegd. Ook na 1963 is de weg onder Nederlandse jurisdictie gebleven en voorzien van ongelijkvloerse kruisingen met Duitse wegen, waardoor een paspoort op deze weg niet nodig was. Op 25 februari 2002 is de rechtsmacht over de weg alsnog teruggeven aan Duitsland en sindsdien zijn er ook aansluitingen op het Duitse wegennet gerealiseerd.

## Foto's

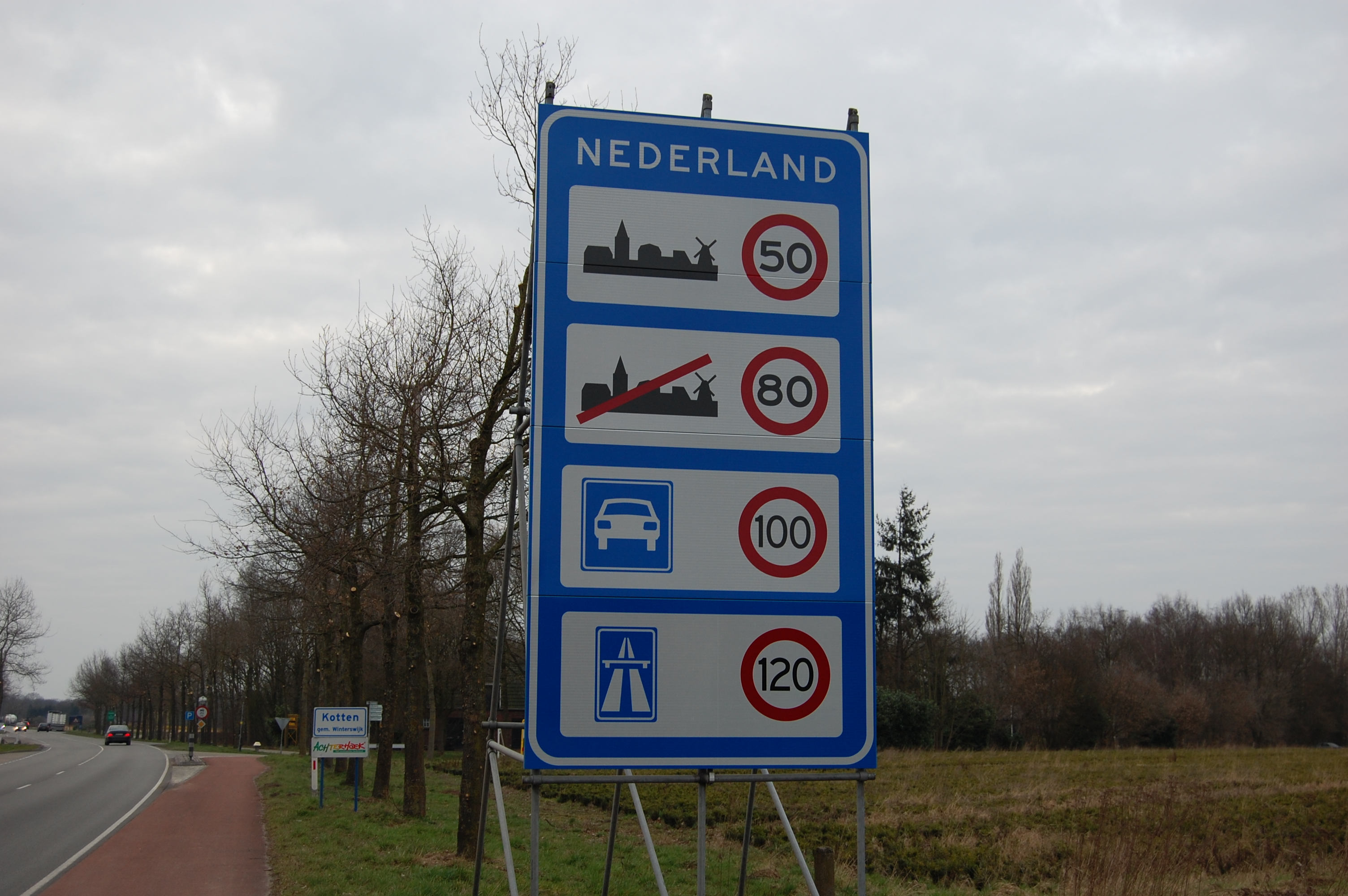
Bord nabij de grens met Duitsland
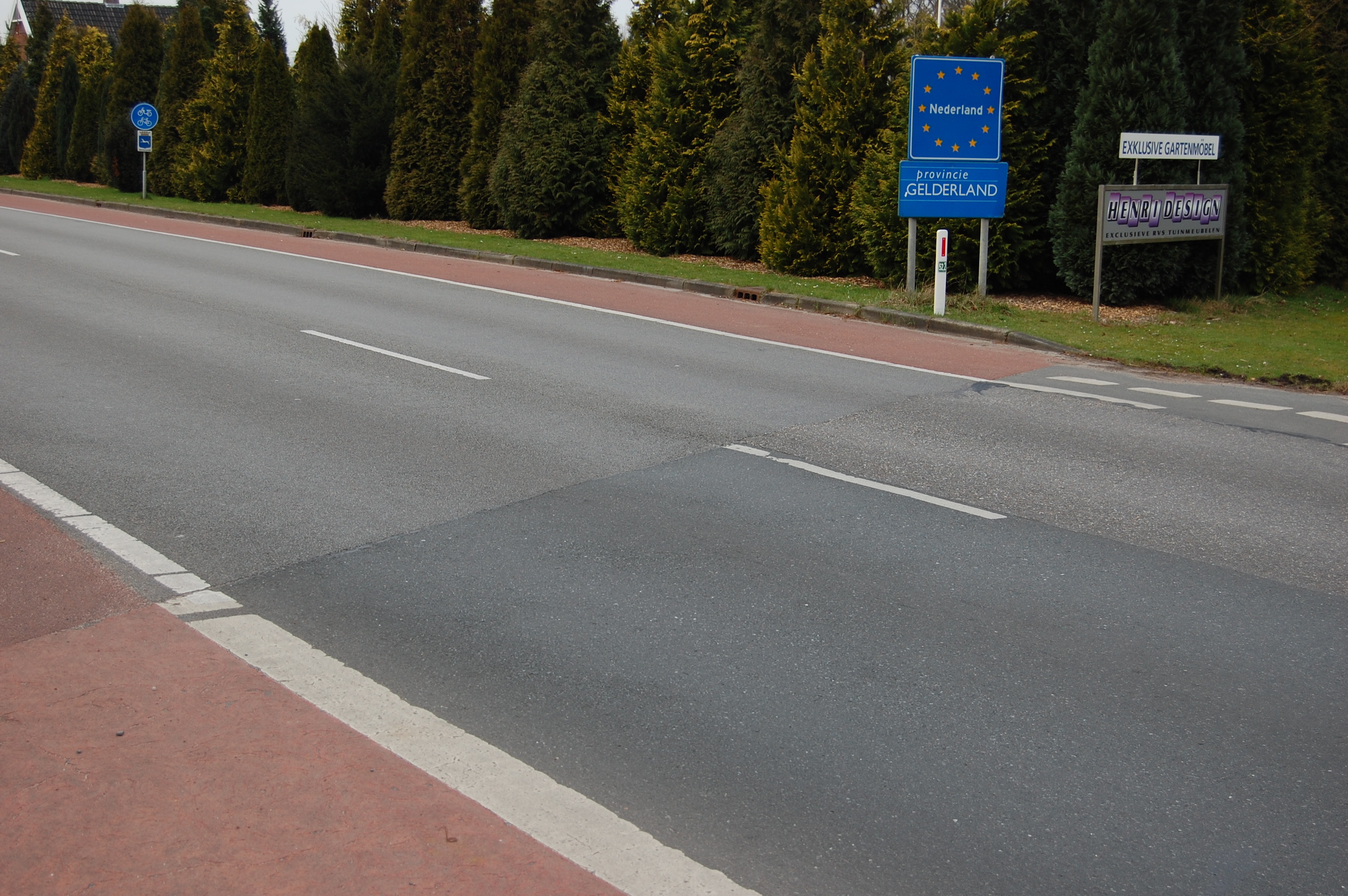
Asfaltbotsing op de grens met Duitsland (Kotten-Oeding)
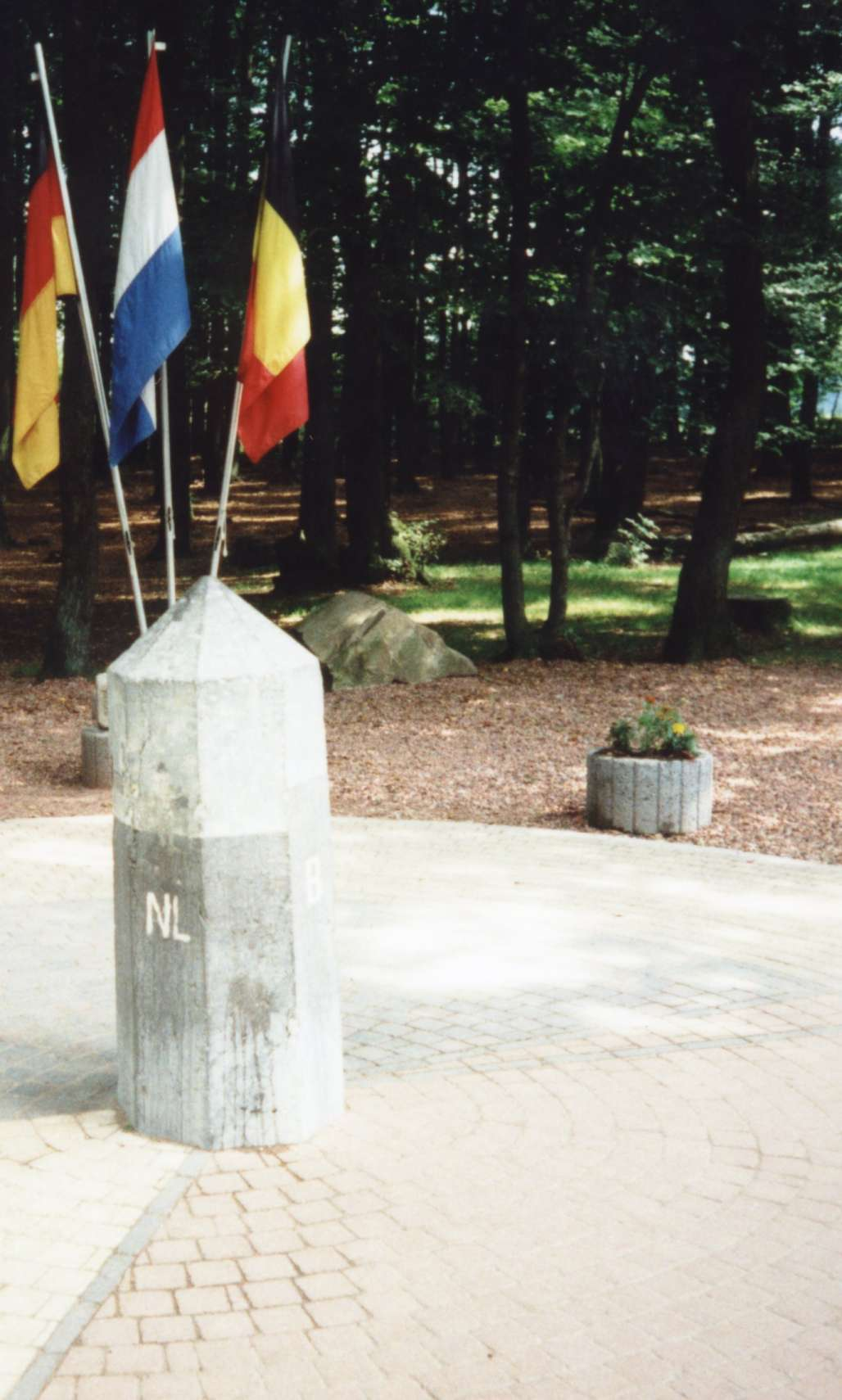
Drielandenpunt bij Vaals
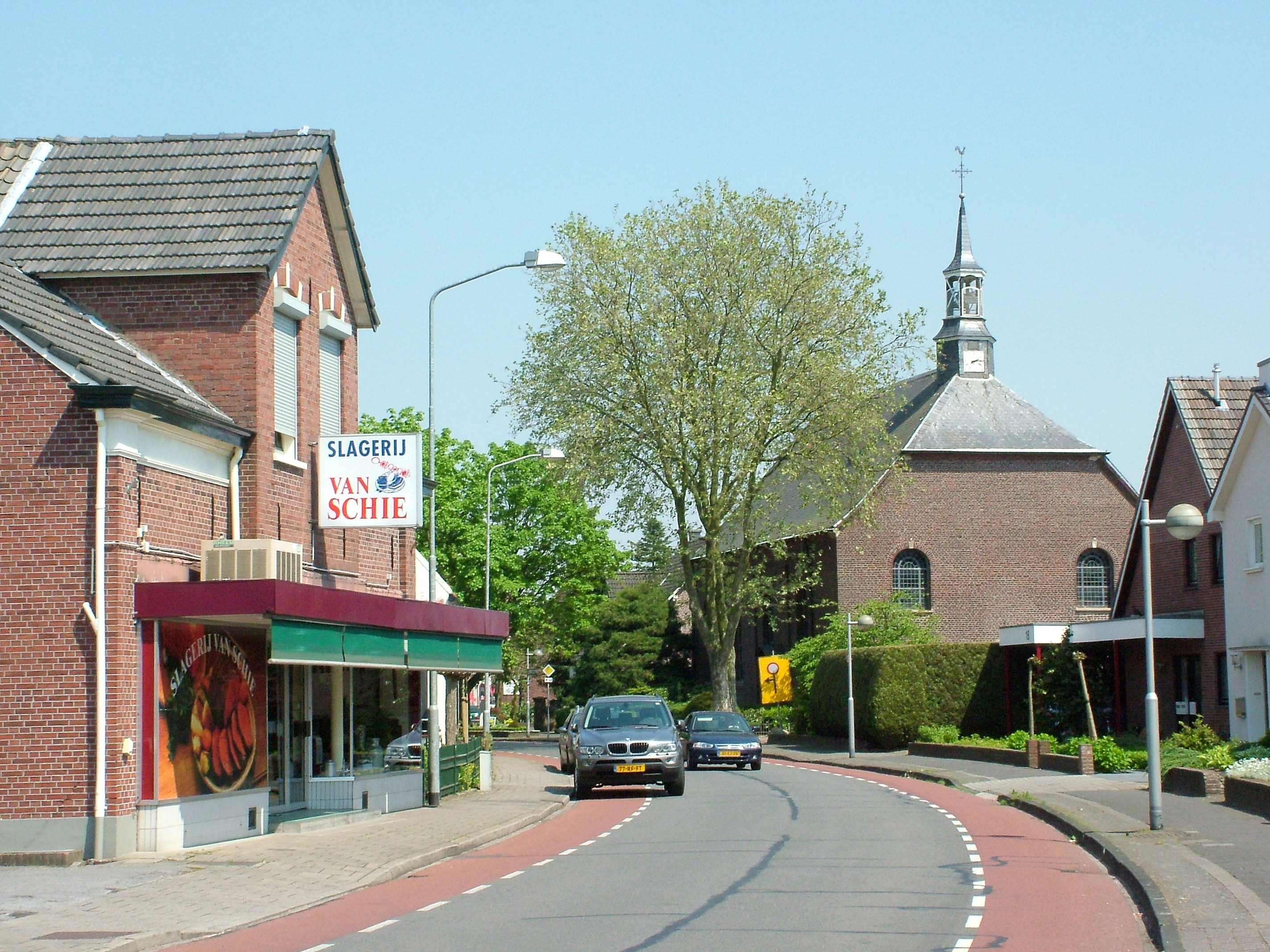
Links de Heelweg in Dinxperlo, rechts de Hellweg in Suderwick
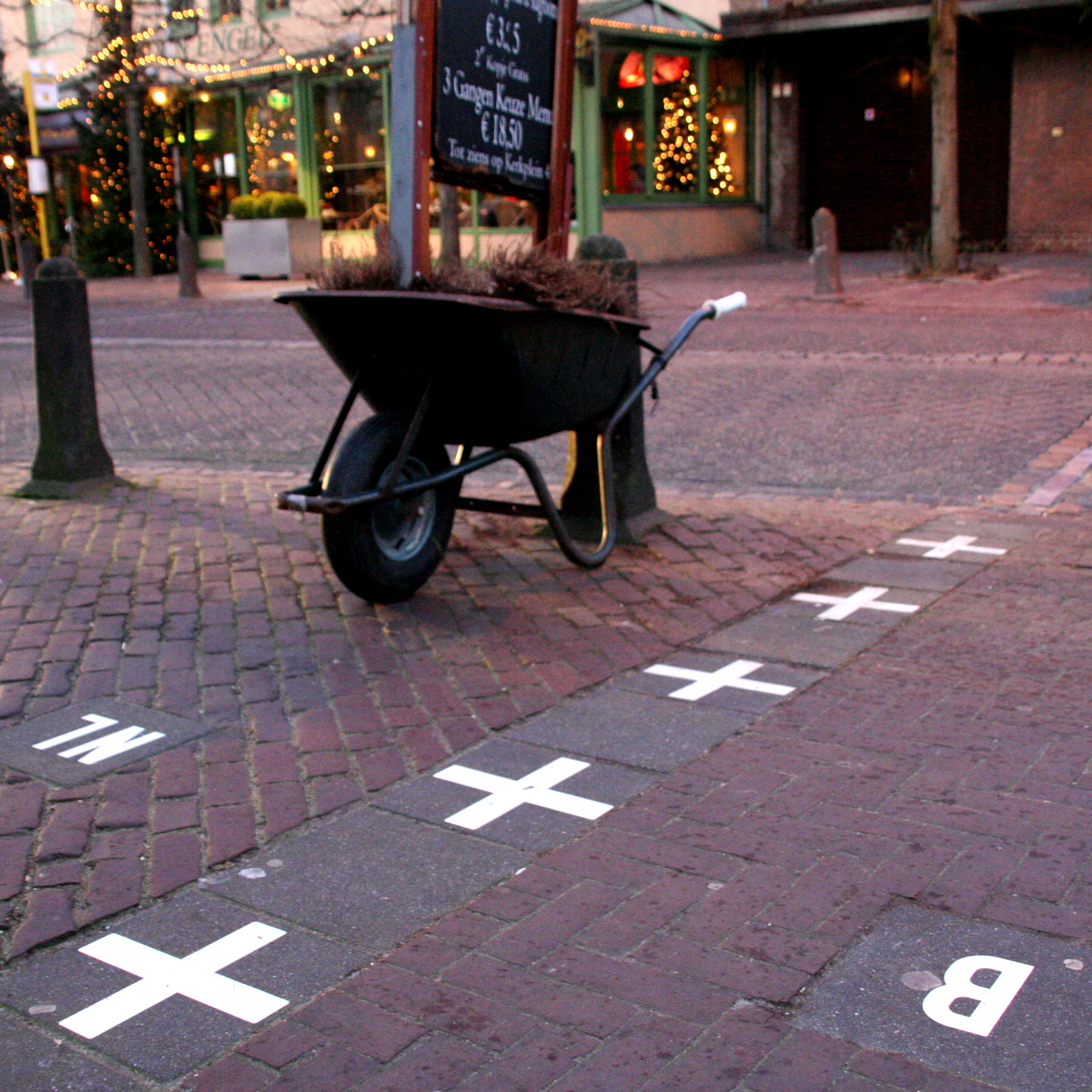
Links Baarle-Nassau, rechts Baarle-Hertog
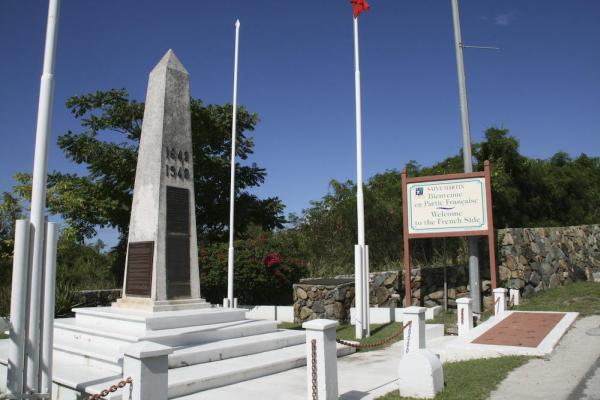
Grens met Frankrijk op Sint Maarten
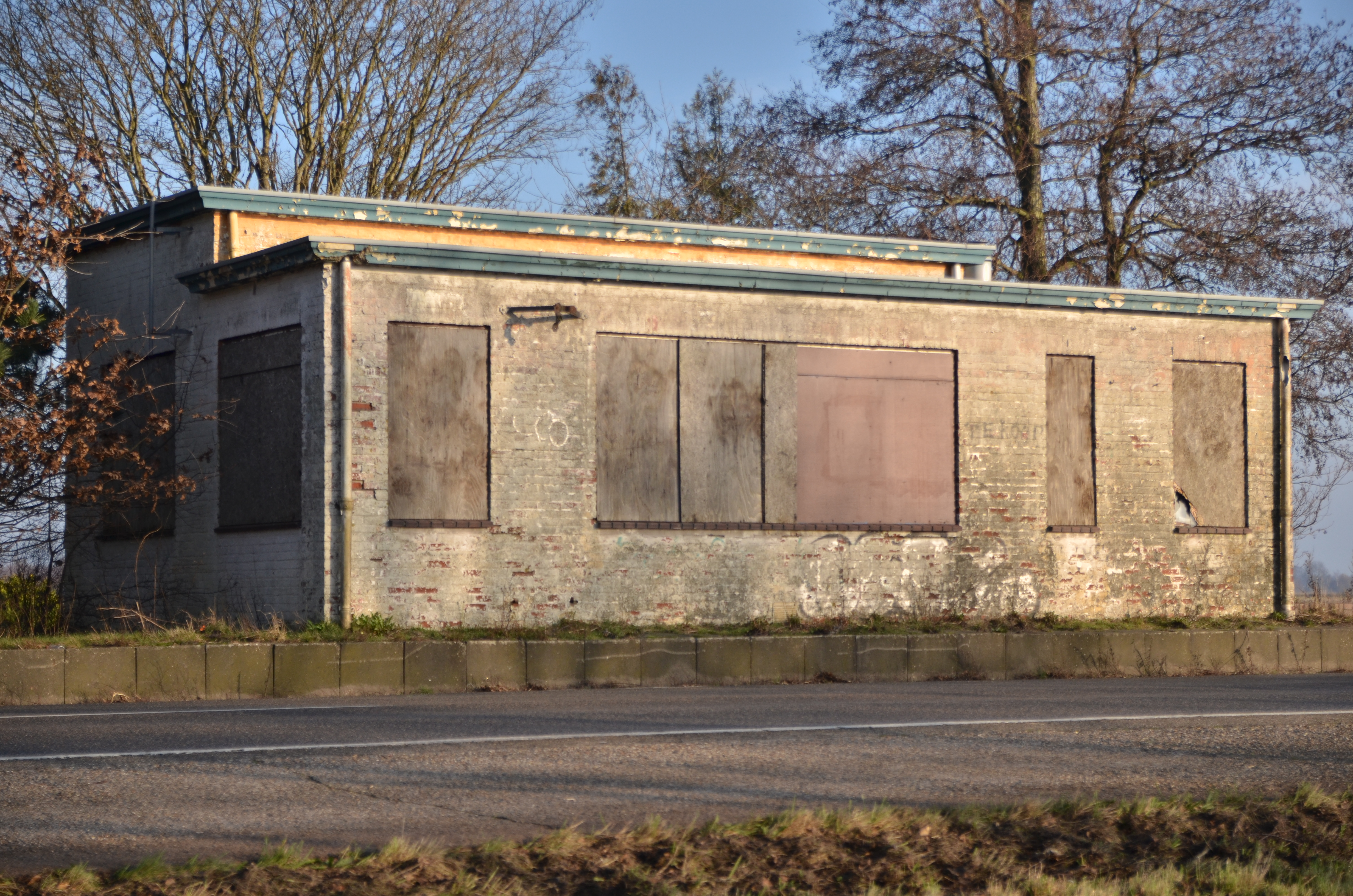
Voormalige grenspost Bellingwolde op de Nederlands-Duitse grens in Oost-Groningen
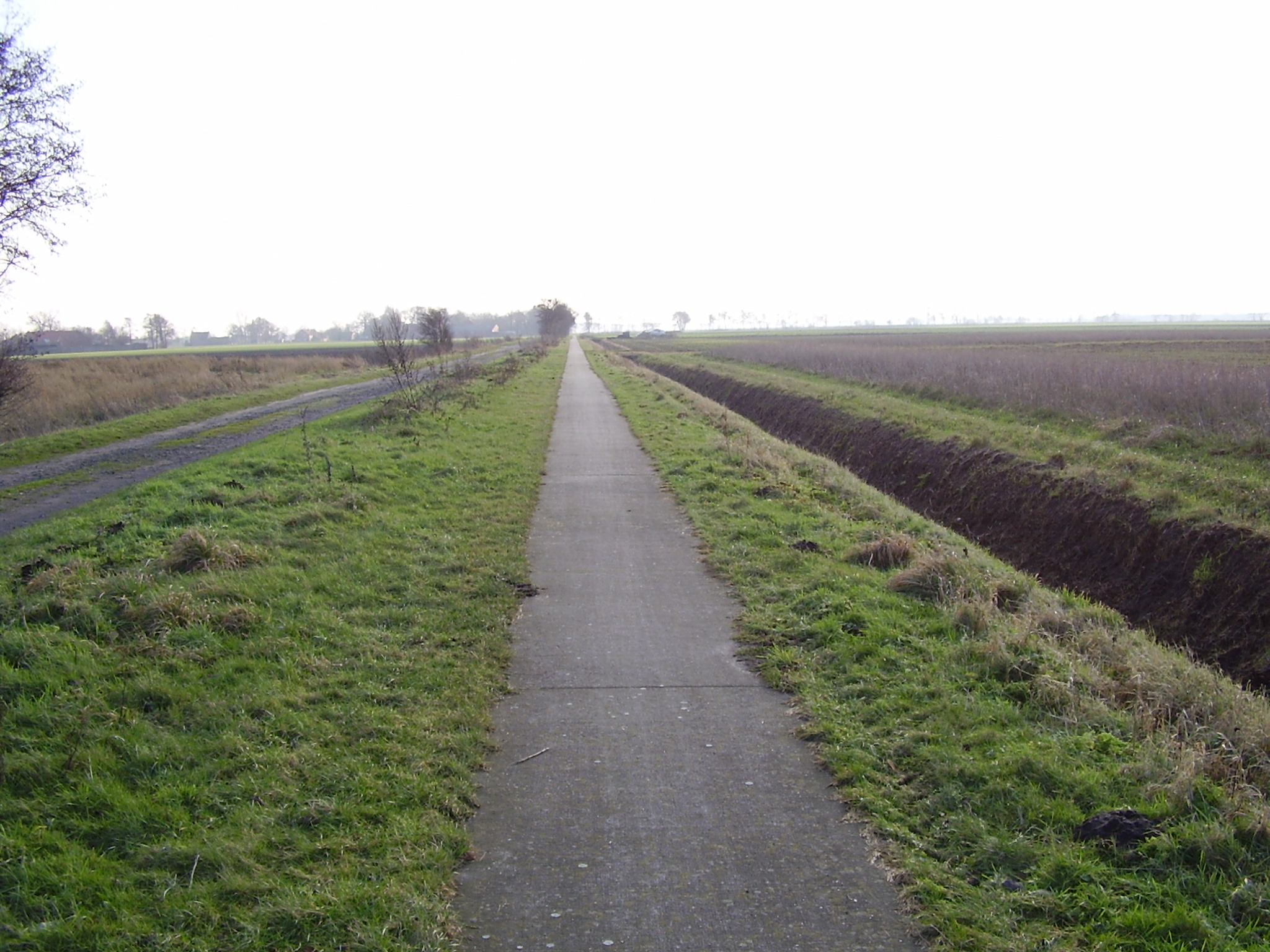
Grens tussen Nederland (fietspad) en Duitsland (grindweg) in het Groningse Hebrecht.
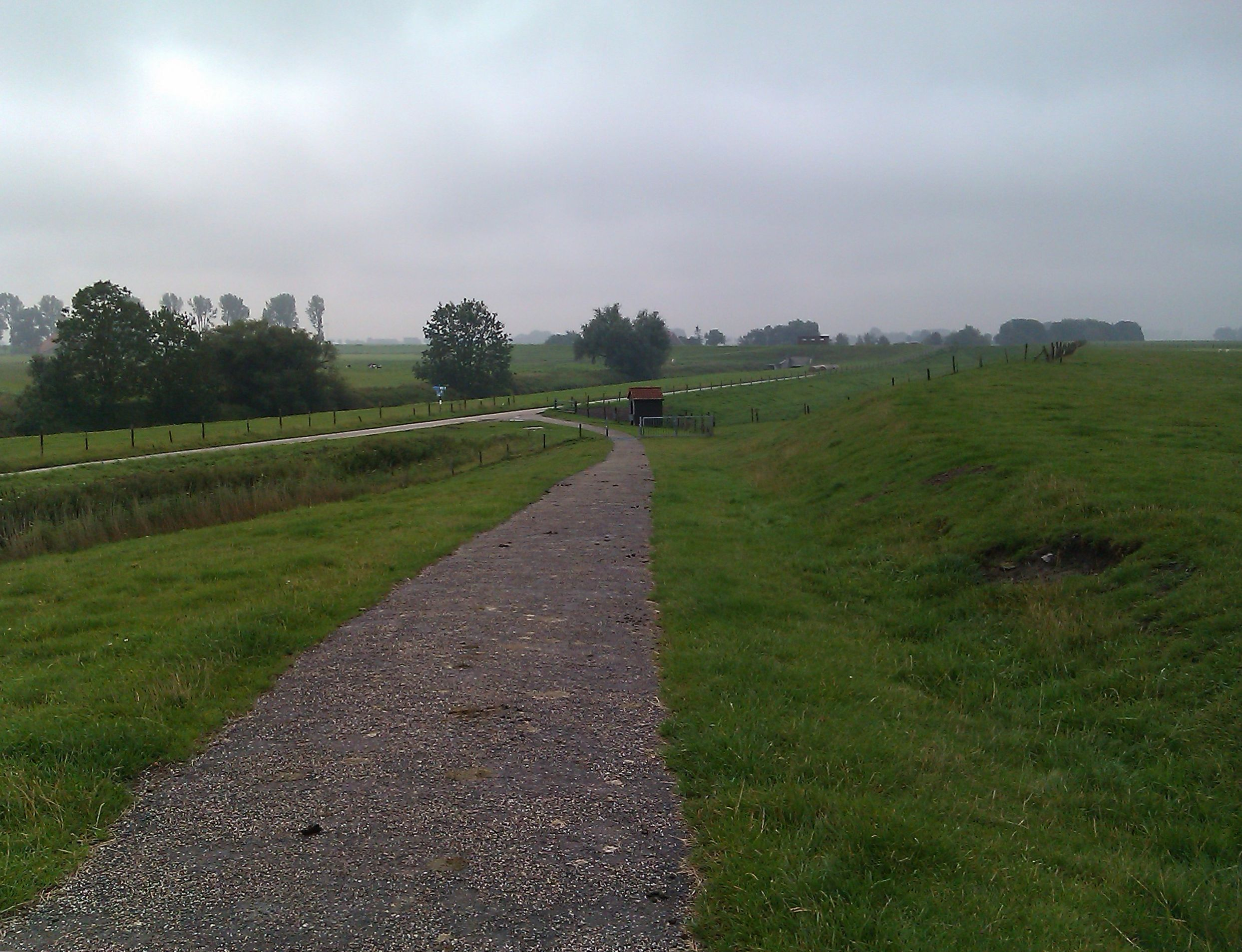
Grens Nederland -Duitsland bij Nieuwe Statenzijl. De grens loopt voor de schuilhut aan het einde van het fietspad.